# طاقة الترابط النووي
طاقة الترابط النووي هو تماسك النويات داخل حيز نواة الذرة ومن هنا كان لابد لنا من التحدث عن طاقة شكلت العديد من التساؤلات عند العلماء فقد وجدوا ان كتلة النواة أقل من مجموع كتل مكوناتها وظل ذلك لغز محير إلى أن طرح العالم البرت اينشتاين معادلة تكافؤ الكتلة والطاقة التي نجحت في تفسير هذه الظاهرة وهي تعتبر أن الكتلة عباره عن طاقة متجمده وهذا يفسر بأنه عند تكون النواة من بروتونات ونيوترونات فإن جزء من كتلة النواة تفقده ليتحول إلى طاقة طبقاً لمعادلة اينشتاين تعمل على ربط مكونات النواة بعضها ببعض ولذلك سميت طاقة الترابط النووي وطاقة هذه الرابطة هائلة فهي أكبر من طاقة الرابطة الكيميائية حوالي مليون مرة.
ولكن قد تتسائل كيف يتم حساب طاقة الترابط النووي؟ وما هي المعادلة التي توصل اليها العلماء لحساب الطاقة المفقودة لربط مكونات النواة؟
الإجابة سهلة إلى حد ما
اولا: اصل طاقة الترابط النووي ومصدرها
إذا افترضنا ان طاقة وضع الإلكترون الحر تساوي صفر فانه يلزم لدخول هذا الإلكترون في مستوى طاقته حول النواة فقد طاقة وهو ما يؤدي إلى نقص طاقة وضع الإلكترون أي تكون قيمتها باشارة سالبة
وبنفس الكيفية
فان طاقة وضع النيوكلونات (البروتونات والنيوترونات) الحرة تساوي صفر ويلزم لتجاذب هذه النيوكلونات داخل النواة فقد طاقة وهو ما يؤدي إلى نقص طاقة وضعها أي تكون قيمتها باشارة سالبة
يطلق على الفرق بين طاقة وضع النيوكلونات الحرة وطاقة وضع النيكلونات المرتبطة اسم طاقة الترابط النووي BE
أي ان طاقة الترابط النووي = طاقة وضع النيوكلونات الحرة (صفر)-طاقة وضع النيوكلونات المرتبطة (اشارتها سالبة)
ونستنتج من ذلك ان قيمة طاقة الترابط النووي دائما موجبة.
مصدر طاقة الترابط النووي
اكتشفت الأبحاث الدقيقة في قياس كتل الانوية المختلفة أن: كتلة النواة الفعلية (النيوكلونات المرتبطة) أقل من كتلة النواة النظرية (النيوكلونات الحرة) مثلاً
إذا أردنا ان نحسب مقدار النقص في كتلة نواة ذرة الهيليوم He سنجد ان كتلتها النظرية (علما بان كتلة البروتون= 1.00728 وحدة كتلة ذرية، وكتلة النيوترون= 1.00866 وحدة كتلة ذرية) = 4.03188 وحدة كتلة ذرية وكتلتها الفعلية = 4.00151 وحدة كتلة ذرية، اذن مقدار النقص = الكتلة النظرية - الكتلة الفعلية = 4.03188 - 4.00151 = 0.03037 وحدة كتلة ذرية.
وقد وجد ان مقدار النقص في كتل النيوكلونات يتحول إلى طاقة لربطها ضمن حيز النواة وهو ما يعرف بطاقة الترابط النووي التي يمكن حسابها من معادلة اينشتاين والتي هي
{\displaystyle E=m.c^{2}}
مقدار الطاقة الناتجة (جول) = مقدار الكتلة المتحولة (بالكيلو جرام)× مربع سرعة الضوء في الفراغ (سرعة الضوء في الفراغ = 8^10×3 متر لكل ثانية)
اذن مقدار الطاقة الناتجة (بالميلون إلكترون فولت) = مقدار الكتلة المتحولة (بوحدة الكتل الذرية)×931
وحسب هذه المعادلة فان
مقدار الكتلة المتحولة = مقدار النقص في كتلة نواة الذرة
إذن، مقدار الطاقة الناتجة = طاقة الترابط النووي،
ومنها نستنتج المعادلة الاتية لحساب مقدار طاقة الترابط النووي
{\displaystyle BE=[(Zmp+Nmn)-Mx].931}
حيث Z هو العدد الذري أي عدد البروتونات وmp هو كتلة البروتونات (العددد الذري مضروب في كتلة البروتونات) وN هو عدد النيوترونات mn هو كتلة النيوترونات (عدد النيوترونات مضروب في كتلتها) وMx هي كتلة النواة الفعلية
وتسمى القيمة التي يساهم بها كل نيوكلون في طاقة الترابط النووي بطاقة الترابط النووي لكل نيوكلون وهي تساوي طاقة الترابط النووي مقسومة على العددالكتلي (مجموع اعداد النيوترونات والبروتونات داخل نواة الذرة) وتعتبر طاقة الترابط النووي لكل نيوكلون مقياس لمدى الاستقرار النووي حيث يزداد مدى استقرار النواة بزيادة طاقة الترابط النووي لكل نيوكلون أي أن العلاقة بينهم علاقة طردية.